# George Corrie (cầu thủ bóng đá)
George Corrie (sinh ngày 16 tháng 9 năm 1973) là một cầu thủ bóng đá người Anh, sinh ra ở Workington, thi đấu trong 10 năm ở vị trí tiền vệ cho Wilmington Hammerheads ở USL Second Division, với vai trò đội trưởng. Ông gia nhập Hammerheads năm 1999 sau 6 mùa giải với đội bóng ở Conference North Workington A.F.C..